# Oncorhynchus aguabonita
La trucha dorada (Oncorhynchus aguabonita) es una especie de pez de agua dulce de la familia de los salmónidos, distribuido por la cuenca hidrográfica del río Kern, en California (Estados Unidos).

## Anatomía
La longitud máxima descrita fue de 71 cm, aunque la longitud máxima normal es de unos 30 cm, y la vida máxima de 7 años.

## Hábitat y biología
Viven en el fondo de los ríos, prefiriendo las aguas limpias y frías de la cabecera del río, y en lagos de alta montaña, a altitudes por encima de los 2100 m s. n. m.. Son ovíparos, y abandonan la puesta en el interior de nidos que entierran en el lecho del río.
Es una especie empleada para pesca deportiva.